# Beauprea filipes
Beauprea filipes là một loài thực vật có hoa trong họ Quắn hoa. Loài này được Schltr. miêu tả khoa học đầu tiên năm 1906.